# Dida Camero
Adriana Camero, conhecida profissionalmente como Dida Camero (Helsingor, 14 de novembro de 1963) é atriz e diretora teatral, formada pelo renomado Teatro Tablado, no Rio de Janeiro. Acumula trabalhos no palco, na televisão e no cinema. É mãe da também atriz Bella Camero. 

## Carreira
Iniciou sua carreira ainda na década de 1990 em teatro. Dentre os seus primeiros trabalhos está a peça Passo a Passo (1992), com direção de Cacá Mourthé. Desde então trabalha ativamente em teatro. 
Destacou-se na televisão ao interpretar "Lourdeca”, personagem de Verdades Secretas (2015 e 2021), da TV Globo.
Em cinema destacou-se ao participar de filmes como Meu Nome Não é Johnny (2008) e O Inventor de Sonhos (2013). Já em 2021 ganhara destaque ao interpretar "Joana" no curta-metragem Simples Assim. 

## Filmografia

### Televisão
| Ano  | Título                   | Personagem                              | Notas                                  |
| ---- | ------------------------ | --------------------------------------- | -------------------------------------- |
| 2025 | Dona de Mim              | Gerusa                                  | Episódio: "9 de maio"                  |
| 2023 | Histórias (Im)Possíveis  | Dona Nena                               | Episódio: "Falas de Orgulho: Sísmicas" |
| 2023 | Mar do Sertão            | Dona Francisca                          | Episódio: "17 de março"                |
| 2021 | Verdades Secretas II     | Lourdes Lima (Lourdeca)                 |                                        |
| 2020 | Os Últimos Dias de Gilda | Mãe Teresa                              |                                        |
| 2019 | Amor de Mãe              | Eunice                                  |                                        |
| 2018 | Pais de Primeira         | Lila                                    | Episódio: "Maternidade"                |
| 2018 | Desnude                  | —                                       | Episódio: "#antesdos19"                |
| 2017 | Filhos da Pátria         | Cidinha                                 |                                        |
| 2015 | Verdades Secretas        | Lourdes Lima (Lourdeca)                 | [ 5 ]                                  |
| 2015 | Império                  | —                                       | Participação Especial                  |
| 2014 | Meu Pedacinho de Chão    | Irmã Carmem                             |                                        |
| 2013 | Adorável Psicose         | Professora                              | Episódio: "A Volta dos que Não Foram"  |
| 2012 | Meu Passado Me Condena   | Nonna Antonielli                        | Episódio: "A Ex-Namorada Agitada"      |
| 2011 | Macho Man                | —                                       | Episódio: "8 de abril"                 |
| 2010 | Cama de Gato             | Lenita                                  | Episódios: "12 de março–7 de abril"    |
| 2009 | Viver a Vida             | Garçonete                               | Episódio: "14 de setembro"             |
| 2009 | Caminho das Índias       | Policial                                | Participação especial                  |
| 2009 | Malhação 2009            | Gertrudes                               |                                        |
| 2008 | A Favorita               | Dinorá Sampaio                          |                                        |
| 2006 | Cilada                   | —                                       | Episódio: "Supermercado"               |
| 2006 | Avassaladoras: A Série   | —                                       | Episódio: "A Medida das Coisas"        |
| 2006 | Malhação                 | Dona Isabelita/Dolores                  |                                        |
| 2006 | Sinhá Moça               | Mulher que fala com Sinhá Moça          | Participação Especial                  |
| 2006 | Cobras & Lagartos        | Mulher que visita o apartamento de Milu | Participação Especial                  |
| 2005 | América                  | Gerente da lanchonete                   | Participação Especial                  |
| 2005 | Alma Gêmea               | Falsa mulher de Jorge                   | Participação Especial                  |
| 2004 | Malhação                 | Corália                                 | [ 7 ]                                  |
| 2004 | Da Cor do Pecado         | Consuelo                                | [ 8 ]                                  |

### Cinema
| Ano  | Título                    | Personagem      | Notas          |
| ---- | ------------------------- | --------------- | -------------- |
| 2024 | Afeto                     | Dora            | Curta-metragem |
| 2021 | Simples Assim             | Joana           | Curta-metragem |
| 2017 | The Fates                 | Esmeralda       |                |
| 2014 | Geleia de Morango         | Cli             | Curta-metragem |
| 2013 | Confissões de Adolescente | Vaninha         |                |
| 2013 | O Inventor de Sonhos      | Duquesa Mariana |                |
| 2012 | Souvenirs de Verão        | —               | Curta-metragem |
| 2008 | Meu Nome Não é Johnny     | Tia Carlota     |                |
| 2006 | O Maior Amor do Mundo     | Astride         |                |

## Teatro[11]
- 2025 - Pluft, o Fantasminha
- 2025 - Não! A comédia para quem tem dificuldade em dizer não[12]
- 2019 - Como se um trem passasse[13]
- 2017 - Rose[14]
- 2016 - Dorotéia
- 2014 - A Moça da Cidade
- 2013 - Um Dia Qualquer
- 2013 - Stand Up
- 2008 - Os Ruivos
- 2004 - Passo a Passo no Paço
- 2004 - Leonce e Lena
- 1995 - Pluft, o Fantasminha
- 1994 - A Coruja Sofia
- 1992 - Passo a Passo